# رسائل إلى العائلة والأصدقاء والمحررين
رسائل إلى العائلة والأصدقاء والمحررين هو كتاب يشمل بعضاً من رسائل فرانز كافكا خلال الفترة الممتدة بين عام 1900 حتى 1924. معظم الرسائل في الكتاب موّجهة إلى صديقه ماكس برود. نُشر الكتاب لأول مرة في ألمانيا عام 1959، ونُشر الكتاب بالإنجليزية للمرة الأولى عام 1977 من قبل دار شوكين للكتب.

## المراسلين

### العائلة
- - يولي وهيرمان كافكا - الأهل
  - إيلي هيرمان، ولدت باسم كافكا - شقيقة
  - فالي بولاك، ولدت باسم كافكا - شقيقة
  - أوتلا دافيدوفا، ولدت باسم كافكا - شقيقة
    - جوزيف ديفد - زوج أوتلا

  - سيغفريد لوي - خال

جمعت رسائل أخرى أرسلها كافكا إلى عائلته في «رسائل إلى أوتلا»
نشرت رسالة كافكا التي لم يرسلها إلى والده في «رسالة إلى والده» بشكل منفصل. كما تم تضمينها في «أب عزيز» و«الأبناء».

### أصدقاء
- - أوسكار بولاك - صديق طفولة ومؤرخ فني: تشمل رسالة بين بولاك وكافكا تعود لعام 1902 أقدم عمل باقي لكافكا عمل خيالي- "Shamefaced Lanky and Impure in Heart"
  - ماكس برود - أقرب صديق: كاتب والوصي الأدبي لكافكا
    - إلسا برود، ولدت بكنية توسيغ - زوجة برود
    - صوفي فريدمان، ولدت بكنية برود - شقيقة برود
    - إيمي سالفيتر - صديقة ماكس برود وعشيقة محتملة

  - فيلكس فيلتش - زميل في الصف، فيلسوف وصهيوني
    - ليز كازنيلسون، ولدت بكنية فيلتش - ابن عمة فيلتش
    - إرما فيلتش - زوجة فيلتش

  - أوسكار باوم - مؤلف وأستاذ موسيقى وعازف أرغن
    - ليو باوم - ابن باوم

  - روبرت كلوبستوك - صديق مقرب، بقي مع كافكا خلال مرضه

### اهتمامات رومانسية
- - سيلما كون روبيتسك
  - هيدفيغ - تتضمن رسالة تعود لعام 1907 قصيدة يزعم كافكا أنه كتبها في «سنين مضت.»
  - مينسا آيسنر
  - تايل روسلر

جُمعت رسائل ميلينا يزينسكا وفيلس بوير في مجلدات خاصة. «رسائل إلى فيلس» كما تشمل على رسائل كافكا المرسلة إلى غريتي بلوخ.

### ناشرون وكتاب وفنانون
- - إرنست روفويلت - ناشر
  - فيلي هاس - كاتب وصحفي ولد في براغ ومحرر في مجلة Herder-Blätter
  - أوتو شتوسل - كاتب نمساوي
  - كيرت وولف - ناشر
  - مارتن بوبر - فيلسوف وكاتب ديني
  - روبرت موزيل (مختلف عليه) - كاتب
  - ألفريد كوبين - فنان غرافيك ورسام توضيحي
  - رينيه شيكله - كاتب ألزاسي وسلامي، ومحرر في Die Weissen Blätter خلال سنوات الحرب.
  - إرنست فايغل - شاعر وكاتب ولد في براغ
  - غوتفريد كولفيل - شاعر
  - يوزف كورنر - مؤرخ أدبي وناقد
  - يوهانز أورزيديل - كاتب وصحفي ولد في براغ، ومدير تحرير Der Mensch
  - شقيقة يوليو فوريتسك (لم يُذكر الاسم) - شقيقة خطيبة كافكا السابقة
  - كارل زيلش - كاتب وناقد ومحرر (مثل روبرت فالسر)

### معارف عابرين
- - المدير أيزنر - رئيس قسم في Assicurazioni Generali، حيث عمل كافكا
  - جيرتود تيبيرغر - شقيقة معلم اللغة العبرية لكافكا، الزوجة المستقبلية ليوهانز أورزيديل
  - إيتزهاك لوفي - ممثل
  - لودفيغ هارت - فنان سردي، قام بتضمين بعضاً من كتابات كافكا في عمله
  - هوغو بيرغمان - زميل دراسة سابق، وفيلسوف وصهيوني
    - إلزا بيرغمان - زوجة هوغو بيرغمان